# Box of Moonlight
Box of Moonlight è un film del 1996 diretto da Tom DiCillo.

## Trama
Nell'arco di una settimana, un ingegnere elettronico, dopo aver regolato la propria vita come un orologio, scopre grazie ad un giovane eslege e sbandato i valori dell'infanzia.